# Salo (Finland)
Salo is een gemeente en stad in het Finse landschap Varsinais-Suomi. De gemeente heeft een landoppervlakte van 1.987,47 km² en telt 50.933 inwoners (2022).
Salo lag oorspronkelijk in het kerspel Uskela; in de loop van de negentiende eeuw overvleugelde Salo het oudere kerkdorp, waarna het marktvlek er in 1891 bestuurlijk van werd afgesplitst. In 1899 werd Salo aangesloten op het spoorwegnet en in 1960 kreeg het de status van stad. In de loop van de 20ste eeuw werd het moederdorp Uskela in stappen geannexeerd. 
De gemeente Salo werd in 2009 uitgebreid met Halikko, Kiikala, Kisko, Kuusjoki, Muurla, Perniö, Pertteli, Särkisalo en Suomusjärvi, waarmee het inwonertal verdubbelde en de oppervlakte bijna vertienvoudigde. 
De voornaamste werkgever in Salo was jarenlang Nokia, waarvan de voorloper, Salora, zich in de jaren twintig in Salo vestigde. De sluiting van de Nokia-fabriek leidde in 2012 tot een verlies van 850 arbeidsplaatsen.

## Zustersteden
Salo onderhoudt jumelages met Odder (Denemarken, sinds 1948), Rzjev (Rusland, 1969), St. Anthony (Minnesota) (VS, 1985), Anija (Estland, 1995), Nagykanizsa (Hongarije, 1996), Gárdony (Hongarije, 1997, aanvankelijk vanuit Halikko), Elva (Estland, 1989) en Puchheim (Duitsland, 2006).

## Geboren
- Sauli Niinistö (1948), president van Finland (2012-heden)
- Petteri Kari (1971), voetbalscheidsrechter
- Wilma Murto (1998), Fins polsstokhoogspringster

Aura · Kaarina · Kimitoön · Koski Tl · Kustavi · Laitila · Lieto · Loimaa · Marttila · Masku · Mynämäki · Naantali · Nousiainen · Oripää · Paimio · Pargas · Pyhäranta · Pöytyä · Raisio · Rusko · Salo · Sauvo · Somero · Taivassalo · Turku · Uusikaupunki · Vehmaa
Voormalige gemeenten:
Alastaro · Angelniemi · Askainen · Dragsfjärd · Halikko · Hitis · Houtskär · Iniö · Kakskerta · Kalanti · Karinainen · Karjala · Karuna · Kimito · Kiikala · Kisko · Korpo · Kuusisto · Kuusjoki · Lemu ·   Loimaan kunta · Lokalathi · Maaria · Mellilä · Merimasku · Metsämaa · Mietoinen · Muurla · Naantalin maalaiskunta · Nagu · Paattinen · Pargas · Pargas landskommun · Perniö · Pertteli · Piikkiö · Pyhämaa · Rymättylä · Särkisalo · Somerniemi · Suomusjärvi · Tarvasjoki · Uskela · Uudenkaupungin maalaiskunta · Vahto · Västanfjärd · Velkua · Yläne